# Çiler İlhan
Çiler İlhan est une femme de lettres née en 1972 dans la région de l'Anatolie orientale en Turquie.

## Biographie
Çiler İlhan a étudié les relations internationales et les sciences politiques à l’université du Bosphore d’Istanbul en Turquie. Elle poursuit ses études avec une formation en gestion hôtelière à la Glen Hotel School en Suisse.

## Carrière professionnelle
Tout en travaillant dans le secteur hôtelier, Çiler İlhan devient auteure indépendante, essayiste, critique, traductrice et journaliste pour différents titres de presse tels Kitap-lık, Radikal Kitap, Radikal Cumartesi et Time Out Istanbul pour la presse turque. Elle est également éditrice pour Chat et Travel + Leisure.
En 1993, elle est lauréate pour l'une de ses nouvelles du prix Yaşar Nabi pour jeunes auteurs. Ses histoires sont publiées dans l’anthologie Tales of the 1002nd Night en 2005, Time Out Istanbul Stories en 2007 et Bozcaada Stories en 2009.
En 2006, elle publie chez Artemis, The Dream Merchants’ Chamber, un premier ouvrage regroupant une collection de nouvelles ancrées dans l’univers du réalisme magique.
Son second recueil de nouvelles L’Exil, publié en France chez Galaade Éditions en 2016, a reçu le Prix de littérature de l'Union européenne à Bruxelles en 2011.
Remarquée par sa nouvelle Pippa publiée dans le même recueil, elle intègre en 2013 la collection française Écrivains de Turquie - Sur les rives du soleil chez Galaade Éditions avec 16 auteurs turcs dont Adalet Ağaoğlu, Leyla Erbil, Enis Batur et Mario Levi.
L'auteure a contribué avec différents écrivains à la rédaction d'essais dans le cadre du festival littéraire İstanbul Tanpınar Literature Festival (ITEF) en 2010, 2011, 2012 et 2013.
Elle est responsable des relations publiques pour le Ciragan Palace Kempinski Hotel à Istanbul.
Çiler İlhan est également membre de la communauté internationale d'écrivains, Turkish PEN.

### Romans
- 2006 : The Dream Merchants’ Chamber, Artemis Publications,  (ISBN 9758733850 et 978-9758733859)
- 2010 : Sürgün, 130 p, Everest Publications,  (ISBN 9752896782 et 978-9752896789)
- 2016 : L’Exil (Titre original : Sürgün), 144 p, Galaade Éditions,  (ISBN 978-2-35176-158-8)

### Essais
- 2013 : Sleepless, Words without Borders

### Nouvelles et contributions
- 2005 : Anthologie Tales of the 1002nd Night, sélection de Yiğit Değer Bengi, Vulgata par Çiler İlhan, Metis Literature
- 2007 : Time Out Istanbul Stories, Zobar and Başa par Çiler İlhan, Editors of Time Out
- 2009 : Bozcaada Stories, sélection de Kadir Aydemir, Steppenwolf Meets His Mozart de Çiler İlhan, Yitik Ülke Publications
- 2013 : Écrivains de Turquie - Sur les rives du soleil, 352 p, Pippa par Çiler İlhan, Galaade Éditions,  (ISBN 978-2-35176-308-7)
- 2013 : City-pick Istanbul, Heather Reyes, 271 p, City-Pick Series, Oxygen Books,  (ISBN 0955970091 et 978-0955970092)
- 2014 : İpekli Mendil, Yekta Kopan, 200 p, Can Yayınları,  (ISBN 9789750724282)
- 2016 : Canimi Yakma, 216 p, Kırmızı Kedi,  (ISBN 9786059658058)

## Récompenses
- 1993 : Prix Yaşar Nabi pour jeunes auteurs
- 2011 : Prix de littérature de l'Union européenne pour L’Exil